# Химия на полимерите
Химия на полимерите е научна дисциплина в химията, която изучава структурата на съединенията, химичния синтез, химичните и физичните свойства на полимерите и макромолекулите. Принципите и методите, използвани в полимерната химия, са приложими и в други химични дисциплини като органична химия, аналитична химия и физическа химия. Много от материалите имат полимерни структури – от напълно неорганични метало-полимерни структури и керамики до ДНК и други биомолекули. Химията на полимерите набляга на изучаването на изкуствените органични съединения. Изкуствено създадените полимери заемат главна роля в комерсиалното производство и продуктите за всекидневна употреба, като например пластмаси, гуми, както и композитни материали. Химията на полимерите може да бъде част от изучаването на други, по-обширни научни дисциплини на полимерните науки, като например полимерна физика или полимерно инженерство, или дори в нанотехнологията.